# Pepé a New Orleans
Pepé a New Orleans (Really Scent) è un film del 1959 diretto da Abe Levitow, nel suo primo ruolo di direttore in solitaria nelle Merrie Melodies (lo stesso anno, al fianco di Chuck Jones, co-diresse Il maestro Bunny). È il primo corto di Pepé Le Pew la cui classica formula viene stravolta: il suo interesse romantico Penelope (rinominata Fabrette nel corto) contraccambia i suoi sentimenti sin da subito e, inoltre, la sua striatura bianca sulla schiena è naturale e non una macchia di vernice.

## Trama
A New Orleans la coppia di gatti bianconeri Pierre e Fifì sono benedetti dalla nascita di due gemelle: Jeanette e Fabrette, ma quest'ultima soffre di uno sfortunato scherzo del destino: la pelliccia che va dalla testa alla coda è bianca, facendola somigliare ad una puzzola.
Anni dopo, le due ragazze sono cresciute e, nel pieno della stagione degli amori, Jeanette trova la sua anima gemella, mentre Fabrette vede tutti i suoi spasimanti scappare alla vista della sua schiena. In quel momento, Pepé Le Pew giunge in città su una nave, spaventando i lavoratori portuali che gridano quello che la moffetta intuisce essere il suo cognome mentre scappano via. Fabrette incappa in Pepé e tra i due è subito amore a prima vista, finché la gatta non realizza che Pepé non è un suo simile con la stessa sua maledizione e scappa via intossicata dal tanfo, ma vedendo sua sorella felice con il suo compagno, decide di combattere per far Pepé suo.
Dapprima tenta di trattenere il respiro, poi attira Pepé al mercato per annaffiarlo di profumo, ma persino il buon aroma è terrorizzato dal tanfo. Al mercato, anche i vari umani iniziano a scappare dalla moffetta gridando la parola di prima e, incuriosito, Pepé la ricerca sul dizionario: la parola in questione è "pue" ed è leggendo la descrizione che Pepé fa l'ignobile scoperta della sua natura e del perché tutti fuggono alla sua presenza, compresa la donna della sua vita.
Affranto da tale rivelazione, Pepé incappa in un negozio specializzato in deodoranti e decide di porre rimedio al suo problema. Frattanto anche Fabrette, sul punto di farla finita, viene convinta dalla narratrice che "se non puoi batterli, unisciti a loro", per poi indicarle un negozio di Limburger. Poco dopo i due escono, l'uno profumato come una rosa e l'altra olente, e si ritrovano, ma senza più la letterale puzza sotto il naso, Pepé viene spaventato da tanfo della sua compagna e scappa via, inseguito dalla gatta, non intenzionata a lasciarselo sfuggire.

## Distribuzione
Il film fu rilasciato negli Stati Uniti il 25 giugno 1959.

### Edizioni home video

#### VHS
- The Looney Tunes Video Show, Volume 9 (1984)
- Pepe Le Pew's Skunk Tales (1985)
- Pepe Le Pew's Skunk Tales (1985)
- Special Bumper Collection (Vol. 1) (1994)
- Looney Tunes Collection - Pepe le Pew (1996)
- Looney Tunes: The Collectors Edition Volume 13: Comic Cat-Tastrophies (1999)

#### DVD
- Looney Tunes Super Stars' Pepé Le Pew: Zee Best of Zee Best (2011)